# 邁索爾甜點

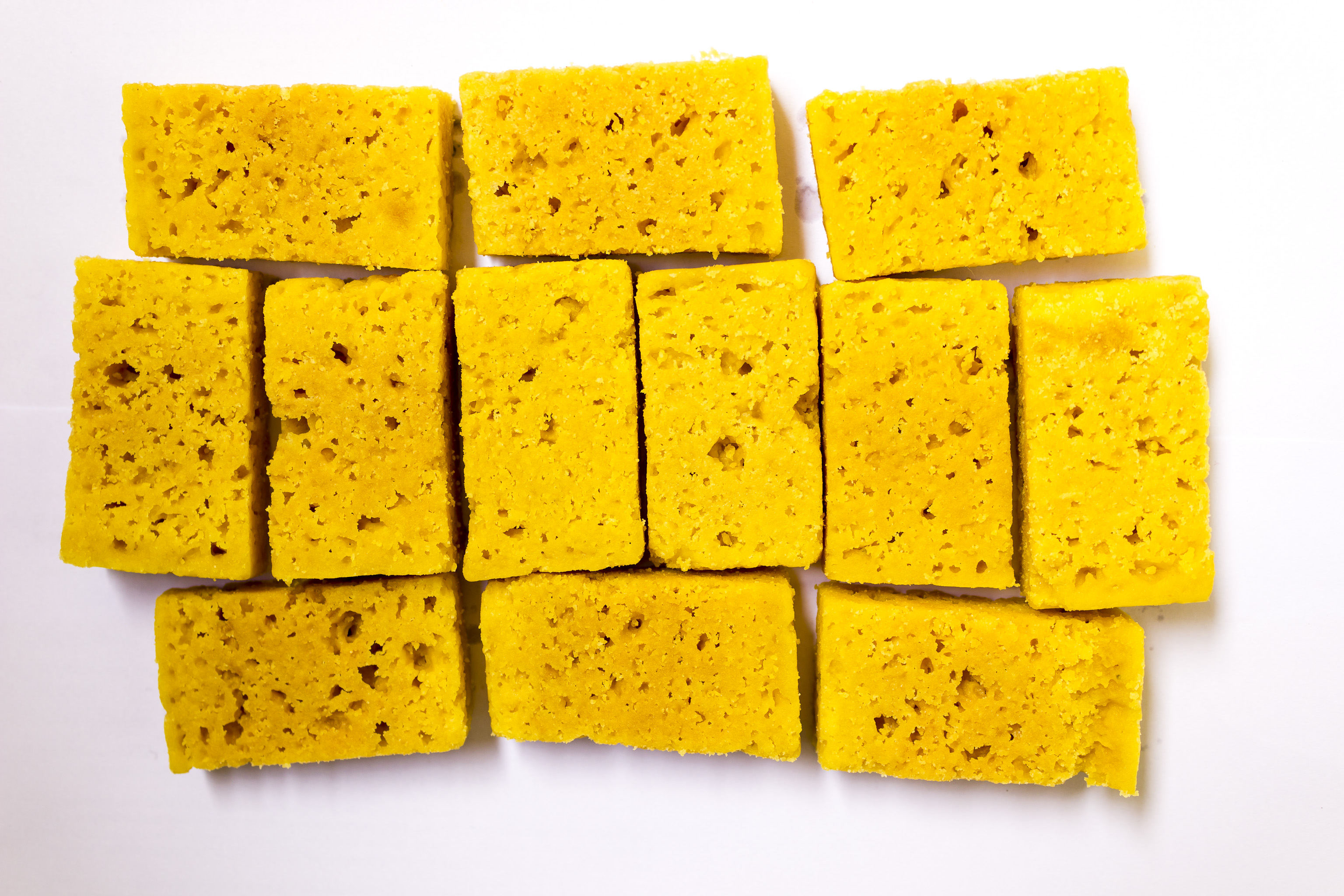
多塊邁索爾甜點

迈索尔甜點最初称为Mysuru Paaka(Paaka意味着蜜糖漿)是一種以印度酥油為底的印度甜食。它起源于印度卡纳塔克邦的迈索尔。它由大量的酥油、糖、鷹嘴豆粉製作而成，也经常加入豆蔻。 这个甜點的質地类似于綠豆糕或乳脂軟糖。

## 历史
邁索爾甜點最早發明於瓦第亞四世時期的邁索爾皇宮之廚房，由一位名稱Kakasura Madappa的御廚所做。Madappa調製了一個由鷹嘴豆粉、印度酥油、以及糖的食物。當有人問起這個東西的名字時，Madappa想不出叫什麼，所以簡單稱它做「Mysuru pak」。 Pak（或更具體「paka」）在卡纳达语意味著甜味。這甜點傳統上會在南印度的婚宴或其它的節慶中供應，尤其也在嬰兒受洗的時候很受歡迎。
Paaka shastra（簡稱paka）在卡納達語的意思是「烹調流程」或「烹煮技巧」。同時paka在卡納達語也指把糖跟同等體積的水煨煮而成的黏稠糖漿；邁索爾甜點具體而言其糖漿則是加熱到製作糖果的階段。此糖漿在各種印度甜食中被拿來做主要的甜味劑，像是Jalebi、Badam puri、邁索爾甜點等。糖漿的風味是由多種香料（例如豆蔻果實、玫瑰、蜂蜜等）調成。Paka糖漿的製作十分需要熟練技巧，且能夠掌握的廚師只有少數，有些人會把自己的製作方式視為秘方不外露。

## 特徵
- 形状：切成正方形或長方形。
- 質地：如果酥油用得少則感覺較硬而多孔、如果使用大量酥油的話質感就會較為柔软和綿密。 糖漿的濕潤質感會以蒸氣的方式從油亮的鷹嘴豆粉的孔洞中跑出來。除非有夠多的酥油才會把這些孔洞給填滿讓外表看來綿密。
- 颜色：鷹嘴豆粉（烘烤後）產生之黄色或淡棕色。
- 货架寿命：製作時使用的水很少，所以在涼爽乾燥處可以長期不壞。